# Массовое убийство в Орадур-сюр-Глан

Карта Орадур-сюр-Глана:
современная деревня
разрушенная деревня
места убийств

Ма́ссовое уби́йство в Орадур-сюр-Глан — карательная операция нацистов в оккупированной Германией части Франции. 10 июня 1944 года рота войск СС разрушила деревню Орадур-сюр-Глан (департамент Верхняя Вьенна) и истребила 642 жителя деревни, включая женщин и детей. После войны рядом с разрушенной была построена новая деревня. Президент Франции генерал Шарль Де Голль распорядился сохранить руины как памятник-музей.

## Акция
В феврале 1944 года 2-я танковая дивизия СС «Рейх» стояла в городе Валенс д’Аден к северу от Тулузы, ожидая прибытия свежих подкреплений и новой экипировки. В связи с высадкой союзников в Нормандии дивизия получила приказ идти на север, чтобы помочь остановить наступление противника. В состав дивизии входил 4-й моторизованный полк СС под командованием штандартенфюрера СС Сильвестра Штадлера (полковой командир) и штурмбаннфюреров СС Адольфа Дикмана (возглавлял первый батальон), а также Отто Вейдингера (назначенного преемником Штадлера, который в это время был в полку для ознакомления). 14 июня командование перешло к Вейдингеру.
Рано утром 10 июня 1944 года Дикман заявил Вейдингеру, что к нему приходили два милиционера (военизированное подразделение режима Виши). Они заявили, что сопротивленцы держат в плену офицера Войск СС в близлежащей деревне Орадур-сюр-Вайрс. По сообщениям это был штурмбаннфюрер СС Гельмут Кемпфе, командир 2-го танкового батальона разведки (также входившего в дивизию «Райх»). Его могли пленить маки́ Лимузена за день до этого. Штадлер приказал Дикману заставить мэра выбрать тридцать человек в заложники, чтобы обменять их на Кемпфе.

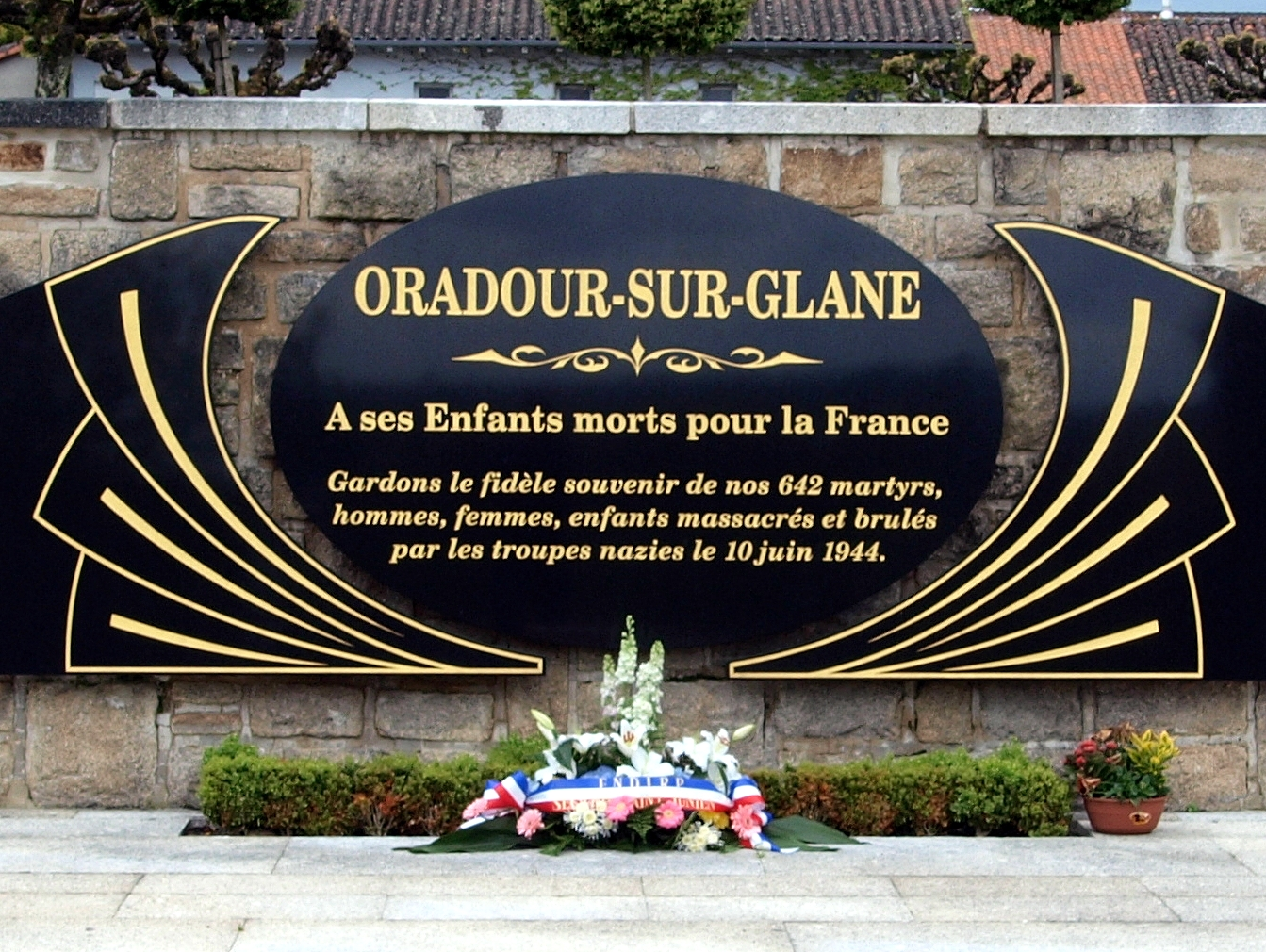
Орадур-сюр-Глан
Погибшим за Францию её детям
Храним вечную память о 642 мучениках —
мужчинах, женщинах, детях, убитых и сожжённых
нацистскими войсками 10 июня 1944

10 июня батальон Дикмана окружил плотным кольцом Орадур-сюр-Глан: всем жителям и тем, кто случайно оказался в городе и его окрестностях, было приказано собраться на деревенской площади для проверки удостоверений личности. Эсэсовцы также арестовали шестерых не проживавших в деревне, а всего лишь проезжавших на велосипедах мимо деревни, когда туда прибыл отряд СС.
Женщины и дети были закрыты в церкви, деревня была разграблена. Мужчины были разведены по амбарам и сараям, пулемёты были заблаговременно установлены на местах.
Согласно рассказам выживших, эсэсовцы открыли огонь, стреляя по ногам несчастных. Когда жертвы уже не могли двигаться, нацисты облили их горючим и подожгли амбары. Только шестерым удалось убежать. Одного из убежавших впоследствии заметили идущим по дороге и пристрелили. Всего погибло 190 мужчин-французов.
Затем эсэсовцы прошли в церковь и установили там зажигательное устройство. Когда оно сработало, женщины и дети пытались спастись через окна и двери, но натыкались на пулемётный огонь. Всего погибли 247 женщин и 205 детей. Посчастливилось выжить только 47-летней Маргерит Руфанш. Ей удалось выскочить из заднего окна ризницы, за ней последовали молодая женщина и ребёнок. Всех троих подстрелили, двоих — убили наповал. Руфанш доползла до зарослей гороха и скрывалась в них всю ночь. На следующее утро её нашли и спасли. Около двадцати жителей убежали из деревни при приближении отряда СС. Этой ночью деревня была частично разрушена.
Через несколько дней выжившим разрешили похоронить 642 убитых жителя деревни, перебитых всего за несколько часов. Адольф Дикман заявил, что эта резня стала ответом за действия партизан в близлежащем Тюле и похищение Гельмута Кемпфе.

## Доклад Мёрфи
Реймонд Мёрфи, 20-летний пилот бомбардировщика В-17, сбитого над Авором в конце апреля 1944 года, стал свидетелем последствий резни. Его укрыли французы из движения Сопротивления. 6 августа он отплыл в Англию и в ходе допроса 7 августа набросал несколько вариантов доклада. Конечная версия от 15 августа содержала заявление, написанное вручную:

Три недели назад в ходе 4-часовой велосипедной поездки я наблюдал ферму Гербо (лидера сопротивленцев Камиля Гербо), где были убиты немцами 500 мужчин, женщин и детей. Я видел распятого ребёнка.
Доклад Мёрфи стал достоянием гласности в 2011 году по запросу его внука, юриста отдела национальной безопасности министерства юстиции США согласно закону о свободе информации (англ. Freedom of Information Act). По выводу американского журналиста Шейна Харриса, заявление Мёрфи правдиво, а город, не названный в докладе Мёрфи, скорее всего Орадур-сюр-Глан.

## Последующие разбирательства
Действия Дикмана вызвали протесты со стороны генерал-фельдмаршала Эрвина Роммеля и генерала Глениге (нем. Walter Gleiniger), немецкого командира в Лиможе и в администрации Виши. Даже штандартенфюрер СС Штадлер считал, что Дикман далеко вышел за пределы отданных ему приказов, и приступил к юридическому расследованию. Однако 29-летний Дикман погиб в бою вскоре после высадки в Нормандии, как и большая часть его третьей роты. Расследование вскоре было приостановлено.
12 января 1953 года военный суд в Бордо заслушал обвинения против 65 (из двухсот) выживших эсэсовцев, участвовавших в акции. Только 21 из них предстали перед судом, поскольку большинство проживали в ФРГ, отказавшей в выдаче. Семеро обвиняемых были гражданами Германии, но 14 были эльзасцами (Эльзас был аннексирован Германией в 1940 году). Все эльзасцы кроме одного заявили, что их насильно призвали в Войска СС. Такие призывники из Эльзаса и Лотарингии называли себя malgré-nous, в переводе это означает «Против нашей воли».
11 февраля суд признал вину 20 подсудимых. Продолжающиеся беспорядки в Эльзасе (участники их требовали также автономии) вынудили парламент Франции 19 февраля принять закон об амнистии. Осужденные эсэсовцы из Эльзаса были вскоре освобождены. Однако это вызвало резкие протесты в районе Лимузена.
В 1958 были также освобождены все германские подсудимые. Генерал Гейнц Ламмердинг из дивизии «Райх», отдавший приказ о возмездии Сопротивлению, не был привлечён к суду, он был успешным предпринимателем и умер в 1971 году. Ко времени суда он проживал в Дюссельдорфе в британской оккупационной зоне Западной Германии, французское правительство так и не добилось его выдачи.
Последний суд над членами войск СС, участвовавшими в акции, прошёл в 1983 году. Берлинский городской суд приговорил бывшего оберштурмфюрера СС Гейнца Барта к пожизненному заключению. Барт участвовал в акции в качестве командира взвода полка «Дер Фюрер» (под его командованием было 45 человек). Ему были предъявлены несколько обвинений в том, что он отдал приказ о расстреле 20 мужчин в гараже. Барт был выслежен в ГДР. Он был освобождён в 1997 после объединения Германии по состоянию здоровья и скончался в августе 2007.
8 января 2014 года 88-летний Вернер Кристикат, бывший военнослужащий 3-й роты 1-го батальона полка СС «Дер Фюрер», был обвинён государственным судом в Кёльне в 25 убийствах и сотнях соучастий в убийствах в связи с резнёй в Орадур-сюр-Глане. Подозреваемый был идентифицирован только 31 марта 2014 года. Если бы он предстал перед судом, то это мог быть суд по делам несовершеннолетних, так как подозреваемому ко времени преступления было только 19 лет. Согласно его адвокату Райнеру Рохлену, подозреваемый подтвердил, что был в деревне, но отрицал участие в каких-либо убийствах. 9 декабря 2014 года суд приостановил дело ввиду недостатка показаний свидетелей или достоверных документальных доказательств, которые могли бы опровергнуть заявления подозреваемого о его неучастии в убийствах.

## Памятник
После войны президент Франции генерал де Голль решил, что деревню никогда не следует восстанавливать, она должна остаться памятником жестокости нацистской оккупации.
После войны к северо-западу от места резни была построена новая деревня Орадур-сюр-Глан (население 2375 человек к 2012 году). Руины первоначальной деревни остаются памятником погибшим и представляют похожие памятники и события.
В 1999 году президент Франции Жак Ширак открыл мемориальный музей «Центр памяти Орадура» близ въезда в Деревню мучеников. В музее находятся вещи, найденные в сгоревших домах, часы, остановившиеся на времени, когда их хозяева были сожжены заживо, очки, оплавившиеся от жара огня, и различные личные вещи.
6 июня 2004 года на церемонии памяти высадки в Нормандии в г. Кан германский канцлер Герхард Шрёдер поклялся, что Германия не забудет жестокости нацистов, и особо упомянул Орадур-сюр-Глан.
4 сентября 2013 года немецкий президент Йоахим Гаук и президент Франции Франсуа Олланд посетили мёртвую деревню Орадур-сюр-Глан, после чего последовала общая пресс-конференция двух лидеров. В первый раз президент Германии посетил место одного из самых кровавых массовых убийств Второй мировой войны во Франции.

## В культуре
- Рассказ о разрушенном посёлке стал предисловием фильма «Мир в войне».
- Трагедия стала основой сюжета художественного фильма Робера Энрико «Старое ружьё» (1975).
- В повести Виктора Михайлова «По замкнутому кругу» события в посёлке являются одним из сюжетообразующих эпизодов.
- Стихотворение «Орадур» Жана Тардьё, посвящённое Полю Элюару.
- Роман И. Г. Эренбурга «Буря».
- В книге австралийской писательницы Димфны Кьюсак «Жаркое лето в Берлине»